# Esomus barbatus
Esomus barbatus — вид коропоподібних риб родини Данієві (Danionidae). 

## Поширення
Esomus barbatus є ендеміком Індії. Він зустрічається прісних водоймах в  Західних Гатах у штатах Карнатака і Таміл Наду. Він також був знайдений у Східних Гатах у басейні річок Крішна і Годаварі.

## Опис
Рибка сягає завдовжки 12 см.